# Thylactus umbilicatus
Thylactus umbilicatus là một loài bọ cánh cứng trong họ Cerambycidae.